# Меклін Наталія Федорівна
Наталія Федорівна Меклін (після одруження Кравцова) (8 вересня 1922, Лубни — 5 червня 2005, Москва) — радянська льотчиця, Герой Радянського Союзу (1945), після війни — перекладач, письменниця, член Спілки письменників СРСР.

## Біографія
Народилася 8 вересня 1922 року в місті Лубни, Лубенський повіт, Полтавська губернія, УРСР (нині Лубенський район Полтавської області, Україна) у сім'ї службовця. Шкільні роки провела у Харкові, згодом мешкає у Києві, де 1940 року з відзнакою закінчила середню школу № 79. У старших класах захопилась планеризмом. Записалась в аероклуб при Київському Палаці піонерів.
У 1941 році закінчила перший курс Московського авіаційного інституту. Після початку німецько-радянської війни на початку жовтня 1941 року зарахована згідно з особистою заявою у жіночу авіаційну частину, яка формувалась за ініціативою Героя Радянського Союзу Марини Раскової. У 1942 році Наталія Меклін закінчила Військову авіаційну школу пілотів (місто Енгельс).
З травня 1942 року була старшим льотчиком 46-го гвардійського нічного бомбардувального полку (325-та нічна бомбардувальна авіаційна дивізія, 4-та повітряна армія, 2-й Білоруський фронт).
На рахунку командира ланки Наталії Меклін — 980 бойових вильотів на бомбардування важливих об'єктів у тилу ворога, скупчень його живої сили й бойової техніки, із завданням йому значних втрат. За три роки війни жіночий полк пройшов бойовий шлях від Терека до Берліна. Льотчиці піддавали нищівним бомбовим ударам позиції німців у передгір'ях Кавказу, на Кубані, на Таманському півострові, у Криму, Білорусі, Польщі, Німеччині. Літали вночі на легкомоторних літаках По-2, проти яких діяли ворожі прожектори, зенітки та нічні винищувачі.
Указом Президії Верховної Ради СРСР від 23 лютого 1945 року гвардії лейтенанту Меклін Наталії Федорівні надано звання Героя Радянського Союзу.
Після війни закінчила Військовий інститут іноземних мов (1948–1953). Працювала в інформаційному відділі управління Генштабу Радянської армії перекладачем-референтом, потім у видавництві військово-технічної літератури іноземними мовами перекладачем, редактором. 
У січні 1956 року одружилася з Юрієм Кравцовим (льотчик, на той час офіцер Головного штабу ВПС СРСР), та взяла його прізвище.
У вересні 1957 року вийшла у відставку у званні майора.
З 1972 року — член Спілки письменників СРСР, член Клубу товаришів «Військового інституту іноземних мов Червоної Армії».
Жила у Москві. Трагічно загинула 5 червня 2005 року.
Похована на Троєкурівському цвинтарі.

## Родина
- Батько — Федір Меклін, військовослужбовець[3].
- Чоловік (з січня 1956 року) — Юрій Федорович Кравцов[ru] (1924, Слов'янськ — 1994, Москва), у 1944–45 рр. військовий льотчик-бомбардувальник, у 1950–61 рр. офіцер Головного штабу ВПС СРСР, генерал-лейтенант (1984), лауреат Ленінської премії (1989). Розлучилися не пізніше 1974.

## Нагороди та відзнаки
- Орден Леніна № 21049[2]
- Медаль «Золота Зірка» № 4855[2]
- Три ордени Червоного Прапора
- Ордени Вітчизняної війни 1-го і 2-го ступенів
- Орден Червоної Зірки
- медалі

## Вшанування пам'яті
- Надгробний пам'ятник на Троєкурівському цвинтарі у Москві[2].
- Пам'ятний знак у Лубнах[2].